# Cena BAFTA za nejlepší zvuk
Cena BAFTA za nejlepší zvuk je ocenění každoročně udělované Britskou akademií filmového a televizního umění (British Academy of Film and Television Arts, BAFTA). Jedná se o obdobu amerických cen Oscar. Ocenění je udělováno od roku 1968 (první kategorie vznikly už v roce 1948).

## Vítězové a nominovaní
| Rok  | Zvukař                    | Za hudbu ve snímku      |
| ---- | ------------------------- | ----------------------- |
| 1968 | Winston Ryder             | 2001: Vesmírná odysea   |
| 1968 | Simon Kaye                | Útok lehké kavalerie    |
| 1968 | Jiří Pavlík               | Ostře sledované vlaky   |
| 1968 | Chris Greenham            | Lev v zimě              |
| 1968 | John Cox a Bob Jones      | Oliver!                 |
| 1969 | Don Challis a Simon Kaye  | Jaká to rozkošná válka! |
| 1969 | Teddy Mason a Jim Shields | Bitva o Británii        |
| 1969 | Terry Rawlings            | Zamilované ženy         |
| 1969 | Terry Rawlings            | Lásky Isadory Duncanové |
| 1969 | Ed Scheid                 | Bullittův případ        |

### Sedmdesátá léta
| Rok  | Zvukař | Za hudbu ve snímku                  |
| ---- | --- | ----------------------------------- |
| 1970 | Don Hall, David Dockendorf a William Edmondson | Butch Cassidy a Sundance Kid        |
| 1970 | Don Hall, David Dockendorf a Bernard Freericks | M*A*S*H                             |
| 1970 | Winston Ryder a Gordon McCallum | Ryanova dcera                       |
| 1970 | Don Hall, Douglas Williams a Don Bassman | Patton                              |
| 1971 | Vittorio Trentino a Giuseppe Muratori | Smrt v Benátkách                    |
| 1971 | David Campling, Simon Kaye a Gerry Humphreys | Mizerná neděle                      |
| 1971 | Les Wiggins, David Hildyard a Gordon McCallum | Šumař na střeše                     |
| 1971 | Garth Craven, Peter Handford a Hugh Strain | Posel                               |
| 1972 | David Hildyard, Robert Knudson a Arthur Piantadosi | Kabaret                             |
| 1972 | Jim Atkinson, Walter Goss a Doug E. Turner | Vysvobození                         |
| 1972 | Christopher Newman a Theodore Soderberg | Francouzská spojka                  |
| 1972 | Brian Blamey, John Jordan a Bill Rowe | Mechanický pomeranč                 |
| 1973 | Les Wiggins, Gordon McCallum a Keith Grant | Jesus Christ Superstar              |
| 1973 | Guy Villette a Luis Buñuel | Nenápadný půvab buržoazie           |
| 1973 | Rodney Holland, Peter Davies a Bob Jones | Teď se nedívej                      |
| 1973 | Nicholas Stevenson a Bob Allen | Šakal                               |
| 1974 | Art Rochester, Nat Boxer, Michael Evje a Walter Murch | Rozhovor                            |
| 1974 | Melvin Metcalfe Sr. a Ronald Pierce | Zemětřesení                         |
| 1974 | Christopher Newman, Jean-Louis Ducarme, Robert Knudson, Frederick Brown, Bob Fine, Ross Taylor, Ron Nagle, Doc Siegel, Gonzalo Gavira a Hal Landaker                                             | Vymítač ďábla                       |
| 1974 | Alan Soames, Rydal Love, Michael Crouch, John W. Mitchell a Gordon McCallum | Zlato                               |
| 1975 | William A. Sawyer, James Webb, Chris McLaughlin a Richard Portman | Nashville                           |
| 1975 | Jack Fitzstephens, Richard P. Cirincione, Sanford Rackow, Stephen A. Rotter, James Sabat a Dick Vorisek                                                                                          | Psí odpoledne                       |
| 1975 | Les Wiggins, Archie Ludski, Derek Ball a Gordon McCallum | Rollerball                          |
| 1975 | John Carter a Robert Hoyt | Čelisti                             |
| 1976 | Les Wiggins, Clive Winter a Ken Barker | Bugsy Malone                        |
| 1976 | Milton Burrow, James Webb, Les Fresholtz, Arthur Piantadosi a Dick Alexander | Všichni prezidentovi muži           |
| 1976 | Greg Bell a Don Connolly | Piknik na Hanging Rock              |
| 1976 | Mary McGlone, Robert Rutledge, Veronica Selver, Larry Jost a Mark Berger | Přelet nad kukaččím hnízdem         |
| 1977 | Peter Horrocks, Gerry Humphreys, Simon Kaye, Robin O'Donoghue a Les Wiggins | Příliš vzdálený most                |
| 1977 | Robert Glass, Robert Knudson, Marvin I. Kosberg, Tom Overton, Josef von Stroheim a Dan Wallin | A Star Is Born                      |
| 1977 | Kay Rose, Michael Colgan, James Fritch, Larry Jost a Richard Portman | New York, New York                  |
| 1977 | Jack Fitzstephens, Marc Laub, Sanford Rackow, James Sabat a Dick Vorisek | Network                             |
| 1978 | Sam Shaw, Robert Rutledge, Gordon Davidson, Gene Corso, Derek Ball, Don MacDougall, Bob Minkler, Ray West, Michael Minkler, Les Fresholtz, Richard Portman a Ben Burtt                           | Star Wars: Epizoda IV – Nová naděje |
| 1978 | Michael Colgan, Les Lazarowitz, John Wilkinson, Robert W. Glass Jr. a John T. Reitz | Horečka sobotní noci                |
| 1978 | Gene Cantamessa, Robert Knudson, Don MacDougall, Robert Glass, Stephen Katz, Frank Warner a Richard Oswald                                                                                       | Blízká setkání třetího druhu        |
| 1978 | Chris Greenham, Gordon McCallum, Peter Pennell, Mike Hopkins, Pat Foster, Stan Fiferman, John Foster, Roy Charman, Norman Bolland, Brian Marshall, Charles Schmitz, Richard Raguse a Chris Large | Superman                            |
| 1979 | Derrick Leather, Jim Shields a Bill Rowe | Vetřelci                            |
| 1979 | Darin Knight, James J. Klinger a Richard Portman | Lovec jelenů                        |
| 1979 | James Sabat, Dan Sable a Jack Higgins | Manhattan                           |
| 1979 | Nat Boxer, Richard P. Cirincione a Walter Murch | Apokalypsa                          |

### Osmdesátá léta
| Rok  | Zvukař                                                                               | Za hudbu ve snímku                         |
| ---- | ------------------------------------------------------------------------------------ | ------------------------------------------ |
| 1980 | Christopher Newman, Les Wiggins a Michael J. Kohut                                   | Sláva                                      |
| 1980 | Maurice Schell, Christopher Newman a Dick Vorisek                                    | All That Jazz                              |
| 1980 | Jean-Louis Ducarme, Jacques Maumont a Michelle Nenny                                 | Don Giovanni                               |
| 1980 | Peter Sutton, Ben Burtt a Bill Varney                                                | Star Wars: Epizoda V – Impérium vrací úder |
| 1980 | James Webb, Chris McLaughlin, Kay Rose a Theodore Soderberg                          | Růže                                       |
| 1981 | Don Sharpe, Ivan Sharrock a Bill Rowe                                                | Francouzova milenka                        |
| 1981 | Gordon Ecker, James R. Alexander, Richard Portman a Roger Heman Jr                   | První dáma country music                   |
| 1981 | Clive Winter, Bill Rowe a Jim Shields                                                | Ohnivé vozy                                |
| 1981 | Roy Charman, Ben Burtt a Bill Varney                                                 | Dobyvatelé ztracené archy                  |
| 1982 | James Guthrie, Eddy Joseph, Clive Winter, Graham V. Hartstone a Nicolas Le Messurier | Pink Floyd: The Wall                       |
| 1982 | Peter Pennell, Bud Alper, Graham V. Hartstone a Gerry Humphreys                      | Blade Runner                               |
| 1982 | Jonathan Bates, Simon Kaye, Gerry Humphreys a Robin O'Donoghue                       | Gándhí                                     |
| 1982 | Charles L. Campbell, Gene Cantamessa, Robert Knudson, Robert Glass a Don Digirolamo  | E.T. – Mimozemšťan                         |
| 1983 | Willie D. Burton, Michael J. Kohut a William Manger                                  | Válečné hry                                |
| 1983 | James Webb, Robert Knudson, Robert Glass a Don Digirolamo                            | Flashdance                                 |
| 1983 | Ben Burtt, Tony Dawe a Gary Summers                                                  | Star Wars: Epizoda VI – Návrat Jediů       |
| 1983 | Cesare D'Amico, Jean-Louis Ducarme, Claude Villand a Federico Savina                 | La Traviata                                |
| 1984 | Ian Fuller, Clive Winter a Bill Rowe                                                 | Vražedná pole                              |
| 1984 | Carlos Faruelo, Alfonso Marcos a Antonio Illán                                       | Carmen                                     |
| 1984 | Ivan Sharrock, Gordon McCallum, Les Wiggins a Roy Baker                              | Tarzan                                     |
| 1984 | Ben Burtt, Simon Kaye a Laurel Ladevich                                              | Indiana Jones a chrám zkázy                |
| 1986 | Tom McCarthy Jr., Peter Handford a Chris Jenkins                                     | Vzpomínky na Afriku                        |
| 1986 | Ian Fuller, Bill Rowe a Clive Winter                                                 | Mise                                       |
| 1986 | Don Sharpe, Roy Charman a Graham V. Hartstone                                        | Vetřelci                                   |
| 1986 | Tony Lenny, Ray Beckett a Richard King                                               | Pokoj s vyhlídkou                          |
| 1987 | Jonathan Bates, Simon Kaye a Gerry Humphreys                                         | Volání svobody                             |
| 1987 | Nigel Galt, Edward Tis a Andy Nelson                                                 | Olověná vesta                              |
| 1987 | Robert Hein, James Sabat a Lee Dichter                                               | Zlaté časy rádia                           |
| 1987 | Ron Davis, Peter Handford a John Hayward                                             | Naděje a sláva                             |
| 1988 | Charles L. Campbell, Louis Edemann, Robert Knudson a Tony Dawe                       | Říše slunce                                |
| 1988 | Alan Robert Murray, Robert G. Henderson, Willie D. Burton a Les Fresholtz            | Bird                                       |
| 1988 | Ivan Sharrock, Bill Rowe a Les Wiggins                                               | Poslední císař                             |
| 1988 | Bill Phillips, Clive Winter a Terry Porter                                           | Dobré ráno, Vietname                       |
| 1989 | Bill Phillips, Danny Michael, Robert J. Litt, Elliot Tyson a Rick Kline              | Hořící Mississippi                         |
| 1989 | Campbell Askew, David Crozier a Robin O'Donoghue                                     | Jindřich V.                                |
| 1989 | Don Sharpe, Tony Dawe a Bill Rowe                                                    | Batman                                     |
| 1989 | Richard Hymns, Tony Dawe, Ben Burtt, Gary Summers a Shawn Murphy                     | Indiana Jones a poslední křížová výprava   |

### Devadesátá léta
| Rok  | Zvukař | Za hudbu ve snímku                   |
| ---- | --- | ------------------------------------ |
| 1990 | J. Paul Huntsman, Stephan von Hase, Chris Jenkins, Gary Alexander a Doug Hemphill                                    | Báječní Bakerovi hoši                |
| 1990 | Dennis Drummond, Thomas Causey, Chris Jenkins, David E. Campbell a Doug Hemphill                                     | Dick Tracy                           |
| 1990 | Cecilia Häll, George Watters II, Richard Bryce Goodman a Don Bassman                                                 | Hon na ponorku                       |
| 1990 | Randy Thom, Richard Hymns, Jon Huck a David Parker                                                                   | Zběsilost v srdci                    |
| 1991 | Lee Orloff, Tom Johnson, Gary Rydstrom a Gary Summers                                                                | Terminátor 2: Den zúčtování          |
| 1991 | Jeffrey Perkins, Bill W. Benton, Gregory H. Watkins a Russell Williams II                                            | Tanec s vlky                         |
| 1991 | Clive Winter, Eddy Joseph, Andy Nelson, Tom Perry a Steve Pederson                                                   | The Commitments                      |
| 1991 | Skip Lievsay, Christopher Newman a Tom Fleischman                                                                    | Mlčení jehňátek                      |
| 1992 | Tod A. Maitland, Wylie Stateman, Michael D. Wilhoit, Michael Minkler a Gregg Landaker                                | JFK                                  |
| 1992 | Alan Robert Murray, Walter Newman, Rob Young, Les Fresholtz, Vern Poore a Dick Alexander                             | Nesmiřitelní                         |
| 1992 | Simon Kaye, Lon Bender, Larry Kemp, Paul Massey, Doug Hemphill, Mark Smith a Chris Jenkins                           | Poslední Mohykán                     |
| 1992 | Antony Gray, Ben Osmo, Roger Savage, Ian McLoughlin a Phil Judd                                                      | Tanec v srdci                        |
| 1993 | John Leveque, Bruce Stambler, Becky Sullivan, Scott D. Smith, Donald O. Mitchell, Michael Herbick a Frank A. Montaño | Uprchlík                             |
| 1993 | Charles L. Campbell, Louis Edemann, Robert Jackson, Ron Judkins, Andy Nelson, Steve Pederson a Scott Millan          | Schindlerův seznam                   |
| 1993 | Lee Smith, Tony Johnson a Gethin Creagh                                                                              | Piano                                |
| 1993 | Richard Hymns, Ron Judkins, Gary Summers, Gary Rydstrom a Shawn Murphy                                               | Jurský park                          |
| 1994 | Stephen Hunter Flick, Gregg Landaker, Steve Maslow, Bob Beemer a David MacMillan                                     | Nebezpečná rychlost                  |
| 1994 | Glenn Freemantle, Chris Munro a Robin O'Donoghue                                                                     | Backbeat                             |
| 1994 | Stephen Hunter Flick, Ken King, Rick Ash a Dean A. Zupancic                                                          | Pulp Fiction: Historky z podsvětí    |
| 1994 | Terry Porter, Mel Metcalfe, David J. Hudson a Doc Kane                                                               | Lví král                             |
| 1995 | Per Hallberg, Lon Bender, Brian Simmons, Andy Nelson, Scott Millan a Anna Behlmer                                    | Statečné srdce                       |
| 1995 | David MacMillan, Rick Dior, Scott Millan a Steve Pederson                                                            | Apollo 13                            |
| 1995 | Christopher Ackland, David Crozier a Robin O'Donoghue                                                                | Šílenství krále Jiřího               |
| 1995 | Jim Shields, David John, Graham V. Hartstone, John Hayward a Michael A. Carter                                       | Zlaté oko                            |
| 1996 | Jim Greenhorn, Toivo Lember, Livia Ruzic, Roger Savage a Gareth Vanderhope                                           | Záře                                 |
| 1996 | Anna Behlmer, Eddy Joseph, Andy Nelson, Ken Weston a Nigel Wright                                                    | Evita                                |
| 1996 | Mark Berger, Pat Jackson, Walter Murch, Christopher Newman, David Parker a Ivan Sharrock                             | Anglický pacient                     |
| 1996 | Bob Beemer, Bill W. Benton, Chris Carpenter, Sandy Gendler, Val Kuklowsky a Jeff Wexler                              | Den nezávislosti                     |
| 1997 | Terry Rodman, Roland N. Thai, Kirk Francis, Andy Nelson, Anna Behlmer a John Leveque                                 | L. A. – Přísně tajné                 |
| 1997 | Gary Rydstrom, Tom Johnson, Gary Summers a Mark Ulano                                                                | Titanic                              |
| 1997 | Alistair Crocker, Adrian Rhodes a Ian Wilson                                                                         | Do naha!                             |
| 1997 | Gareth Vanderhope, Rob Young a Roger Savage                                                                          | Romeo a Julie                        |
| 1998 | Gary Rydstrom, Ron Judkins, Gary Summers, Andy Nelson a Richard Hymns                                                | Zachraňte vojína Ryana               |
| 1998 | Nigel Heath, Julian Slater, David Crozier, Ray Merrin a Graham Daniel                                                | Hilary a Jackie                      |
| 1998 | Peter Glossop, John Downer, Robin O'Donoghue a Dominic Lester                                                        | Zamilovaný Shakespeare               |
| 1998 | Peter Lindsay, Rodney Glenn, Ray Merrin a Graham Daniel                                                              | Tichý hlas                           |
| 1999 | David Lee, John T. Reitz, Gregg Rudloff, David E. Campbell a Dane Davis                                              | Matrix                               |
| 1999 | Scott Martin Gershin, Scott Millan, Bob Beemer a Richard Van Dyke                                                    | Americká krása                       |
| 1999 | Ben Burtt, Tom Bellfort, John Midgley, Gary Rydstrom, Tom Johnson a Shawn Murphy                                     | Star Wars: Epizoda I – Skrytá hrozba |
| 1999 | Martin Müller a Jerry Boys                                                                                           | Buena Vista Social Club              |

### První desetiletí 21. století
| Rok  | Zvukař | Za hudbu ve snímku                         |
| ---- | --- | ------------------------------------------ |
| 2000 | Jeff Wexler, Doug Hemphill, Rick Kline, Paul Massey a Michael D. Wilhoit                                          | Na pokraji slávy                           |
| 2000 | Drew Kunin, Reilly Steele, Eugene Gearty a Robert Fernandez                                                       | Tygr a drak                                |
| 2000 | Keith A. Wester, John T. Reitz, Gregg Rudloff, David E. Campbell, Wylie Stateman a Kelly Cabral                   | Dokonalá bouře                             |
| 2000 | Mark Holding, Mike Prestwood Smith a Zane Hayward                                                                 | Billy Elliot                               |
| 2000 | Ken Weston, Scott Millan, Bob Beemer a Per Hallberg                                                               | Gladiátor                                  |
| 2001 | Andy Nelson, Anna Behlmer, Roger Savage, Guntis Sics, Gareth Vanderhope a Antony Gray                             | Moulin Rouge!                              |
| 2001 | Chris Munro, Per Hallberg, Michael Minkler, Myron Nettinga a Karen Baker Landers                                  | Černý jestřáb sestřelen                    |
| 2001 | John Midgley, Eddy Joseph, Ray Merrin, Graham Daniel a Adam Daniel                                                | Harry Potter a Kámen mudrců                |
| 2001 | David Farmer, Hammond Peek, Christopher Boyes, Gethin Creagh, Michael Semanick, Ethan Van der Ryn a Mike Hopkins  | Pán prstenů: Společenstvo Prstenu          |
| 2001 | Andy Nelson, Anna Behlmer, Wylie Stateman a Lon Bender                                                            | Shrek                                      |
| 2002 | Michael Minkler, Dominick Tavella, David Lee a Maurice Schell                                                     | Chicago                                    |
| 2002 | Jean-Marie Blondel, Dean Humphreys a Gérard Hardy                                                                 | Pianista                                   |
| 2002 | Ethan Van der Ryn, David Farmer, Mike Hopkins, Hammond Peek, Christopher Boyes, Michael Semanick a Michael Hedges | Pán prstenů: Dvě věže                      |
| 2002 | Randy Thom, Dennis Leonard, John Midgley, Ray Merrin, Graham Daniel a Rick Kline                                  | Harry Potter a Tajemná komnata             |
| 2002 | Tom Fleischman, Ivan Sharrock, Eugene Gearty a Philip Stockton                                                    | Gangy New Yorku                            |
| 2003 | Richard King, Doug Hemphill, Paul Massey a Art Rochester                                                          | Master & Commander: Odvrácená strana světa |
| 2003 | Christopher Boyes, George Watters II, Lee Orloff, David Parker a David E. Campbell                                | Piráti z Karibiku: Prokletí Černé perly    |
| 2003 | Ethan Van der Ryn, Mike Hopkins, David Farmer, Christopher Boyes, Michael Hedges, Michael Semanick a Hammond Peek | Pán prstenů: Návrat krále                  |
| 2003 | Michael Minkler, Myron Nettinga, Wylie Stateman a Mark Ulano                                                      | Kill Bill                                  |
| 2003 | Eddy Joseph, Ivan Sharrock, Walter Murch, Mike Prestwood Smith a Matthew Gough                                    | Návrat do Cold Mountain                    |
| 2004 | Karen Baker Landers, Per Hallberg, Steve Cantamessa, Scott Millan, Greg Orloff a Bob Beemer                       | Ray                                        |
| 2004 | Jing Tao a Roger Savage                                                                                           | Klan létajících dýk                        |
| 2004 | Paul N. J. Ottosson, Kevin O'Connell, Greg P. Russell a Jeffrey J. Haboush                                        | Spider-Man 2                               |
| 2004 | Elliott Koretz, Lee Orloff, Michael Minkler a Myron Nettinga                                                      | Collateral                                 |
| 2004 | Philip Stockton, Eugene Gearty, Petur Hliddal a Tom Fleischman                                                    | Letec                                      |
| 2005 | Paul Massey, Doug Hemphill, Peter Kurland a Donald Sylvester                                                      | Walk the Line                              |
| 2005 | David Evans, Stefan Henrix a Peter Lindsay                                                                        | Batman začíná                              |
| 2005 | Richard Van Dyke, Sandy Gendler, Adam Jenkins a Marc Fishman                                                      | Crash                                      |
| 2005 | Joakim Sundström, Stuart Wilson, Mike Prestwood Smith a Sven Taits                                                | Nepohodlný                                 |
| 2005 | Hammond Peek, Christopher Boyes, Mike Hopkins a Ethan Van der Ryn                                                 | King Kong                                  |
| 2006 | Chris Munro, Eddy Joseph, Mike Prestwood Smith, Martin Cantwell a Mark Taylor                                     | Casino Royale                              |
| 2006 | Chris Munro, Mike Prestwood Smith, Doug Cooper, Oliver Tarney a Eddy Joseph                                       | Let číslo 93                               |
| 2006 | Martin Hernández, Jaime Baksht a Miguel Ángel Polo                                                                | Faunův labyrint                            |
| 2006 | José Antonio Garcia, Jon Taylor, Christian P. Minkler a Martin Hernández                                          | Babel                                      |
| 2006 | Christopher Boyes, George Watters II, Paul Massey a Lee Orloff                                                    | Piráti z Karibiku: Truhla mrtvého muže     |
| 2007 | Kirk Francis, Scott Millan, Dave Parker, Karen Baker Landers a Per Hallberg                                       | Bourneovo ultimátum                        |
| 2007 | Danny Hambrook, Paul Hamblin, Catherine Hodgson a Becki Ponting                                                   | Pokání                                     |
| 2007 | Christopher Scarabosio, Matthew Wood, John Pritchett, Michael Semanick a Tom Johnson                              | Až na krev                                 |
| 2007 | Laurent Zeilig, Pascal Villard, Jean-Paul Hurier a Marc Doisne                                                    | Edith Piaf                                 |
| 2007 | eter Kurland, Skip Lievsay, Craig Berkey a Greg Orloff                                                            | Tahle země není pro starý                  |
| 2008 | Glenn Freemantle, Resul Pookutty, Richard Pryke, Tom Sayers a Ian Tapp                                            | Milionář z chatrče                         |
| 2008 | Lora Hirschberg, Richard King, Ed Novick a Gary Rizzo                                                             | Temný rytíř                                |
| 2008 | Walt Martin, Alan Robert Murray, John T. Reitz a Gregg Rudloff                                                    | Výměna                                     |
| 2008 | Jimmy Boyle, Eddy Joseph, Chris Munro, Mike Prestwood Smith a Mark Taylor                                         | Quantum of Solace                          |
| 2008 | Ben Burtt, Tom Myers, Michael Semanick a Matthew Wood                                                             | Vall-I                                     |
| 2009 | Ray Beckett and Paul N. J. Ottosson                                                                               | Smrt čeká všude                            |
| 2009 | Brent Burge, Chris Ward, Dave Whitehead, Michael Hedges a Ken Saville                                             | District 9                                 |
| 2009 | Christopher Boyes, Gary Summers, Andy Nelson, Tony Johnson a Addison Teague                                       | Avatar                                     |
| 2009 | Tom Myers, Michael Silvers a Michael Semanick                                                                     | Vzhůru do oblak                            |
| 2009 | Peter J. Devlin, Andy Nelson, Anna Behlmer, Mark Stoeckinger a Ben Burtt                                          | Star Trek                                  |

### Druhé desetiletí 21. století
| Rok  | Zvukař                                                                                      | Za hudbu ve snímku                     |
| ---- | ------------------------------------------------------------------------------------------- | -------------------------------------- |
| 2010 | Richard King, Lora Hirschberg, Gary Rizzo a Ed Novick                                       | Počátek                                |
| 2010 | John Midgley, Lee Walpole a Paul Hamblin                                                    | Králova řeč                            |
| 2010 | Ken Ishii, Craig Henighan a Dominick Tavella                                                | Černá labuť                            |
| 2010 | Skip Lievsay, Craig Berkey, Greg Orloff, Peter Kurland a Douglas Axtell                     | Opravdová kuráž                        |
| 2010 | Glenn Freemantle, Ian Tapp, Richard Pryke, Steven C. Laneri a Douglas Cameron               | 127 hodin                              |
| 2011 | Philip Stockton, Eugene Gearty, Tom Fleischman a John Midgley                               | Hugo a jeho velký objev                |
| 2011 | John Casali, Howard Bargroff, Doug Cooper, Stephen Griffiths a Andy Shelley                 | Jeden musí z kola ven                  |
| 2011 | Nadine Muse, Gérard Lamps a Michael Krikorian                                               | Umělec                                 |
| 2011 | James Mather, Stuart Wilson, Stuart Hilliker, Mike Dowson a Adam Scrivener                  | Harry Potter a Relikvie smrti – část 2 |
| 2011 | Stuart Wilson, Gary Rydstrom, Andy Nelson, Tom Johnson a Richard Hymns                      | Válečný kůň                            |
| 2012 | Simon Hayes, Andy Nelson, Mark Paterson, Jonathan Allen, Lee Walpole a John Warhurst        | Bídníci                                |
| 2012 | Stuart Wilson, Scott Millan, Greg P. Russell, Per Hallberg a Karen Baker Landers            | Skyfall                                |
| 2012 | Drew Kunin, Eugene Gearty, Philip Stockton, Ron Bartlett a Doug Hemphill                    | Pí a jeho život                        |
| 2012 | Tony Johnson, Christopher Boyes, Michael Hedges, Michael Semanick, Brent Burge a Chris Ward | Hobit: Neočekávaná cesta               |
| 2012 | Mark Ulano, Michael Minkler, Tony Lamberti a Wylie Stateman                                 | Nespoutaný Django                      |
| 2013 | Glenn Freemantle, Skip Lievsay, Christopher Benstead, Niv Adiri a Chris Munro               | Gravitace                              |
| 2013 | Chris Burdon, Mark Taylor, Mike Prestwood Smith, Chris Munro a Oliver Tarney                | Kapitán Phillips                       |
| 2013 | Richard Hymns, Steve Boeddeker, Brandon Proctor, Micah Bloomberg a Gillian Arthur           | Vše je ztraceno                        |
| 2013 | Peter Kurland, Skip Lievsay, Greg Orloff a Paul Urmson                                      | V nitru Llewyna Davise                 |
| 2013 | Danny Hambrook, Martin Steyer, Stefan Korte, Markus Stemler a Frank Kruse                   | Rivalové                               |
| 2014 | Thomas Curley, Ben Wilkins a Craig Mann                                                     | Whiplash                               |
| 2014 | Wayne Lemmer, Christopher Scarabosio a Pawel Wdowczak                                       | Grandhotel Budapešť                    |
| 2014 | Walt Martin, John T. Reitz, Gregg Rudloff, Alan Robert Murray a Bub Asman                   | Americký sniper                        |
| 2014 | John Midgley, Lee Walpole, Stuart Hilliker, Martin Jensen a Andy Kennedy                    | Kód Enigmy                             |
| 2014 | Thomas Varga, Martin Hernández, Aaron Glascock, Jon Taylor a Frank A. Montaño               | Birdman                                |
| 2015 | Lon Bender, Chris Duesterdiek, Martin Hernández, Frank A. Montaño, Jon Taylor a Randy Thom  | Revenant Zmrtvýchvstání                |
| 2015 | Scott Hecker, Chris Jenkins, Mark Mangini, Ben Osmo, Gregg Rudloff a David White            | Šílený Max: Zběsilá cesta              |
| 2015 | David Acord, Andy Nelson, Christopher Scarabosio, Matthew Wood a Stuart Wilson              | Star Wars: Síla se probouzí            |
| 2015 | Paul Massey, Mac Ruth, Oliver Tarney a Mark Taylor                                          | Marťan                                 |
| 2015 | Drew Kunin, Richard Hymns, Andy Nelson a Gary Rydstrom                                      | Most špionů                            |
| 2016 | Claude La Haye, Bernard Gariépy Strobl a Sylvain Bellemare                                  | Příchozí                               |
| 2016 | Mike Prestwood Smith, Dror Mohar, Wylie Stateman a David Wyman                              | Deepwater Horizon: Moře v plamenech    |
| 2016 | Niv Adiri, Glenn Freemantle, Simon Hayes, Andy Nelson a Ian Tapp                            | Fantastická zvířata a kde je najít     |
| 2016 | Mildred Iatrou Morgan, Ai-Ling Lee, Steve A. Morrow a Andy Nelson                           | La La Land                             |
| 2016 | Peter Grace, Robert Mackenzie, Kevin O'Connell a Andy Wright                                | Hacksaw Ridge: Zrození hrdiny          |
| 2017 | Alex Gibson, Richard King, Gregg Landaker, Gary A. Rizzo a Mark Weingarten                  | Dunkerk                                |
| 2017 | Tim Cavagin, Mary H. Ellis, Dan Morgan, Jeremy Price a Julian Slater                        | Baby Driver                            |
| 2017 | Christian Cooke, Glen Gauthier, Nathan Robitaille, Nelson Ferreira a Brad Zoern             | Tvář vody                              |
| 2017 | Ron Bartlett, Theo Green, Doug Hemphill, Mark Mangini a Mac Ruth                            | Blade Runner 2049                      |
| 2017 | Ren Klyce, David Parker, Michael Semanick, Stuart Wilson a Matthew Wood                     | Star Wars: Poslední z Jediů            |
| 2018 | John Casali, Tim Cavagin, Nina Hartstone, Paul Massey a John Warhurst                       | Bohemian Rhapsody                      |
| 2018 | Mary H. Ellis, Mildred Iatrou Morgan, Ai-Ling Lee, Frank A. Montaño a Jon Taylor            | První člověk                           |
| 2018 | Gilbert Lake, James H. Mather, Chris Munro a Mike Prestwood Smith                           | Mission: Impossible – Fallout          |
| 2018 | Erik Aadahl, Michael Barosky, Brandon Procter a Ethan Van der Ryn                           | Tiché místo                            |
| 2018 | Steve A. Morrow, Alan Robert Murray, Jason Ruder, Tom Ozanich a Dean A. Zupancic            | Zrodila se hvězda                      |
| 2019 | Scott Millan, Oliver Tarney, Rachael Tate, Mark Taylor a Stuart Wilson                      | 1917                                   |
| 2019 | David Giammarco, Paul Massey, Steven A. Morrow a Donald Sylvester                           | Le Mans '66                            |
| 2019 | Tod A. Maitland, Alan Robert Murray, Tom Ozanich a Dean A. Zupancic                         | Joker                                  |
| 2019 | Matthew Collinge, John Hayes, Danny Sheehan a Mike Prestwood Smith                          | Rocketman                              |
| 2019 | David Acord, Andy Nelson, Christopher Scarabosio, Stuart Wilson a Matthew Wood              | Star Wars: Vzestup Skywalkera          |

### Třetí desetiletí 21. století
| Rok  | Zvukař                                                                                    | Za hudbu ve snímku                       |
| ---- | ----------------------------------------------------------------------------------------- | ---------------------------------------- |
| 2020 | Jaime Baksht, Nicolas Becker, Phillip Bladh, Carlos Cortés a Michelle Couttolenc          | Zvuk metalu                              |
| 2020 | Beau Borders, Christian P. Minkler, Michael Minkler, Warren Shaw a David Wyman            | Greyhound                                |
| 2020 | Michael Fentum, William Miller, John Pritchett, Mike Prestwood Smith a Oliver Tarney      | Zprávy ze světa                          |
| 2020 | Sergio Díaz, Zach Seivers a M. Wolf Snyder                                                | Země nomádů                              |
| 2020 | Coya Elliott, Ren Klyce a David Parker                                                    | Duše                                     |
| 2021 | Ron Bartlett, Theo Green, Doug Hemphill, Mark Mangini a Mac Ruth                          | Duna                                     |
| 2021 | Tim Cavagin, Dan Morgan, Colin Nicolson a Julian Slater                                   | Poslední noc v Soho                      |
| 2021 | James Harrison, Simon Hayes, Paul Massey, Oliver Tarney a Mark Taylor                     | Není čas zemřít                          |
| 2021 | Erik Aadahl, Michael Barosky, Brandon Proctor a Ethan Van der Ryn                         | Tiché místo: Část II                     |
| 2021 | Brian Chumney, Tod A. Maitland, Andy Nelson a Gary Rydstrom                               | West Side Story                          |
| 2022 | Lars Ginzsel, Frank Kruse, Viktor Prášil a Markus Stemler                                 | Na západní frontě klid                   |
| 2022 | Christopher Boyes, Michael Hedges, Julian Howarth, Gary Summers a Gwendolyn Yates Whittle | Avatar: The Way of Water                 |
| 2022 | Michael Keller, David Lee, Andy Nelson a Wayne Pashley                                    | Elvis                                    |
| 2022 | Deb Adair, Stephen Griffiths, Andy Shelley, Steve Single a Roland Winke                   | Tár                                      |
| 2022 | Chris Burdon, James H. Mather, Al Nelson, Mark Taylor a Mark Weingarten                   | Top Gun: Maverick                        |
| 2023 | Johnnie Burn a Tarn Willers                                                               | Zóna zájmu                               |
| 2023 | Angelo Bonanni, Tony Lamberti, Andy Nelson, Lee Orloff a Bernard Weiser                   | Ferrari                                  |
| 2023 | Richard King, Steve Morrow, Tom Ozanich, Jason Ruder a Dean Zupancic                      | Maestro                                  |
| 2023 | Chris Burdon, James H. Mather, Chris Munro a Mark Taylor                                  | Mission: Impossible Odplata – První část |
| 2023 | Willie Burton, Richard King, Kevin O'Connell a Gary A. Rizzo                              | Oppenheimer                              |